# نودار آخالکاتسی
نودار آخالکاتسی (گرجی: ნოდარ ახალკაცი؛ ۲ ژانویهٔ ۱۹۳۸ – ۲۴ ژانویهٔ ۱۹۹۸) بازیکن فوتبال سابق و مربی فوتبال، اهل گرجستان بود.

## افتخارات

### مربی
باشگاه فوتبال دینامو تفلیس
- لیگ برتر شوروی
  - قهرمان (۱): ۱۹۷۸
  - نایب‌قهرمان (۱): ۱۹۷۷
- جام حذفی شوروی
  - قهرمان (۲): 1976, 1979
  - نایب‌قهرمان (۱): 1980
- جام برندگان جام اروپا
  - قهرمان (۱): ۱۹۸۰–۸۱